# 2112 Ульянов
2112 Ульянов (2112 Ulyanov) — астероїд головного поясу, відкритий 13 липня 1972 року.
Тіссеранів параметр щодо Юпітера — 3,610.
Названо на честь Олександра Ульянова (1866-1887), старшого брата Леніна.